# 梅奥勒河
梅奥勒河（法語：Méholle，法語發音：[me.ɔl]）是法国大東部大區默兹省的河流，是默兹河的左支流，长17.7千米。